# Croydon Airport

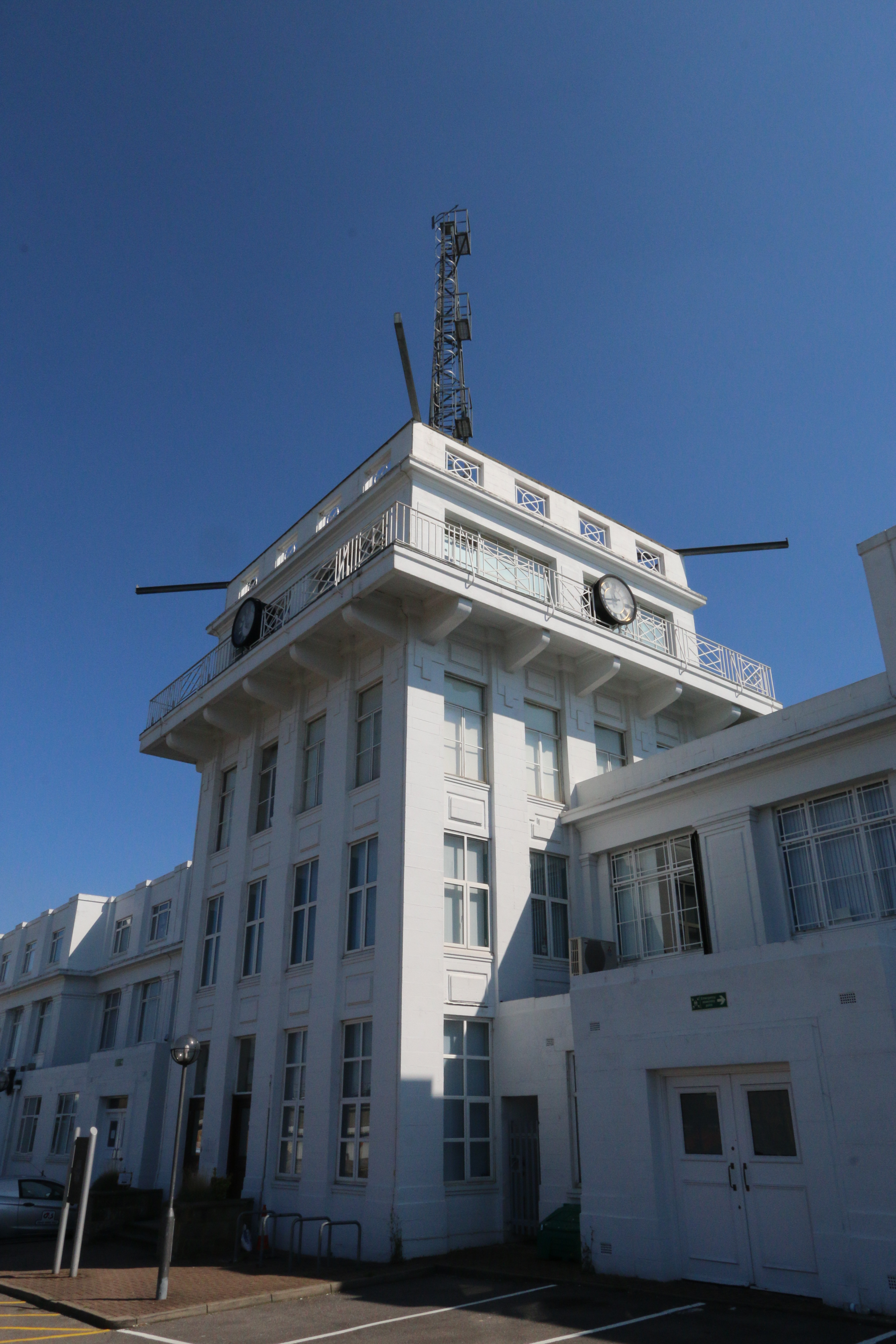
Tower und Terminal-Gebäude des stillgelegten Flughafens Croydon (September 2019)

Der Croydon Airport war zwischen 1920 und 1959 ein Flughafen im Süden von London, der sich über die Grenze der Stadtbezirke Croydon und Sutton erstreckte. Er war der Londoner Hauptflughafen, der Umschlagplatz für Postflieger in das britische Imperium und Ausgangspunkt vieler Langstreckenflüge, bevor er durch das Northolt Aerodrome, Flughafen London-Gatwick und den Flughafen London Heathrow ersetzt wurde.

## Geschichte
Die Entwicklung begann mit zwei aneinandergrenzenden Flughäfen während des Ersten Weltkriegs – dem Beddington Aerodrome, einem von mehreren kleineren Flugplätzen um London, der ursprünglich für den Schutz gegen die Zeppelinangriffe um den Mai 1915 genutzt wurde, und dem Waddon Aerodrome von 1918, einem Testflugplatz der nahegelegenen National Aircraft Factory No. 1.
Nach Ende des Ersten Weltkriegs wurden die beiden Flugplätze zusammengelegt – es entstand Londons erster offizieller Flughafen als Tor für alle internationalen Flüge von und in die Hauptstadt. Die Eröffnung des Croydon Airport (oder Croydon Aerodrome, wie er zu Beginn genannt wurde) erfolgte am 29. März 1920.
Der Flughafen regte das Wachstum der Linienflüge mit Passagieren, Post und Fracht an, mit ersten Zielen wie Paris, Amsterdam und Rotterdam. 1923 kamen Flüge von und nach Berlin hinzu. Croydon Aerodrome war Stützpunkt für Instone, Aircraft Transport and Travel Ltd. und Handley Page sowie die daraus 1924 entstandenen Imperial Airways. Noch heute erinnert die Straße „Imperial Way“ auf dem Gelände daran.

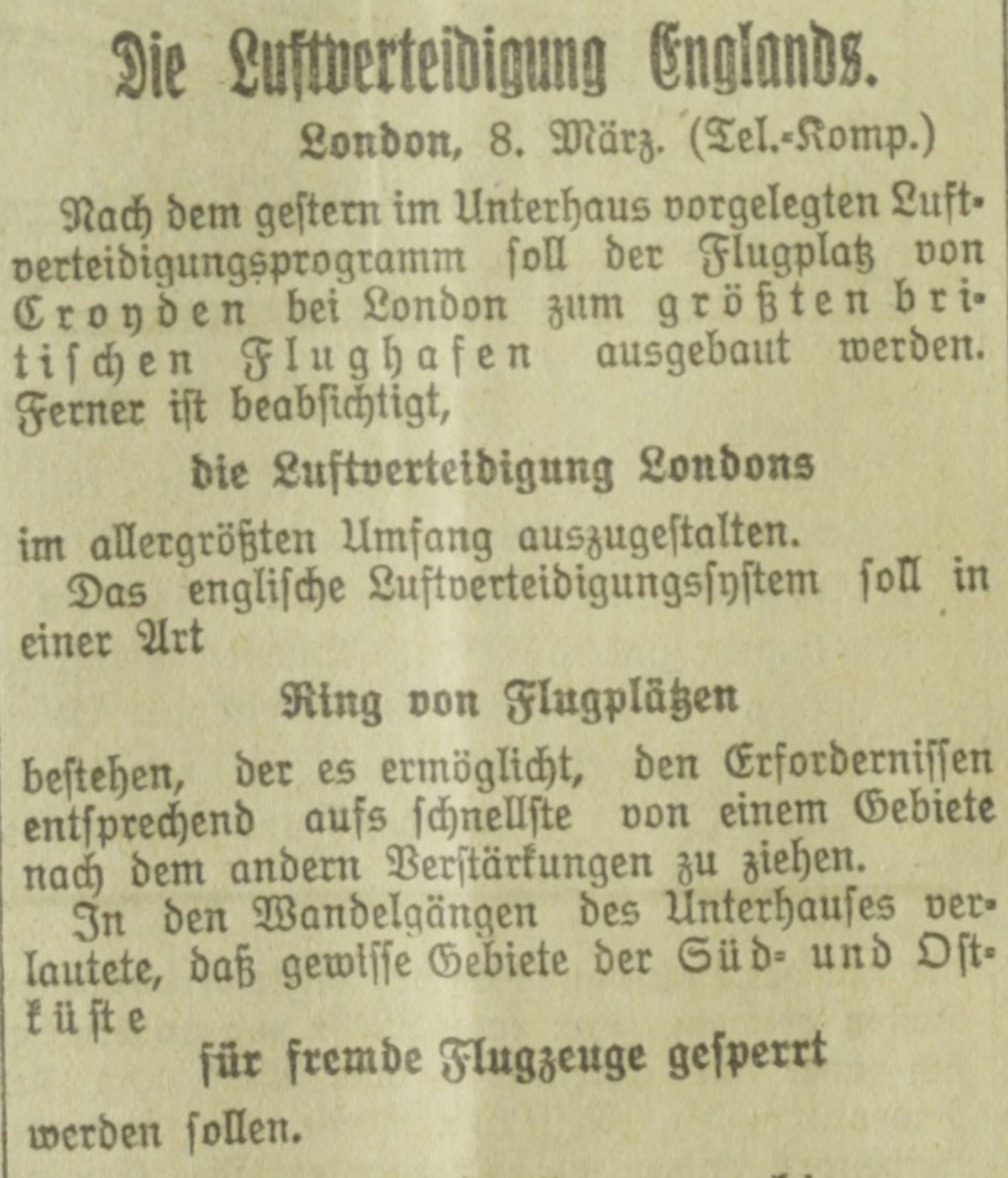
Militärischer Ausbau des Flughafens. Zeitungsmeldung vom 9. März 1924

In den 1920er Jahren wurde der Flughafen ausgebaut, angrenzende Straßen schloss man, um größeren Flugzeugen sichere Start- und Landemöglichkeiten zu geben. Ein neuer Gebäudekomplex wurde am „Purley Way“ konstruiert, inklusive des ersten, nur für den Flugverkehr gebauten Flugterminals der Welt, des Aerodrome-Hotels sowie ausgedehnten Hangars; diese Gebäude wurden am 2. Mai 1928 eröffnet.
Der Luftpost-Service begann 1929 nach Indien, 1931 nach Ost- und Südafrika, 1934 nach Australien und 1936 nach Hongkong. Es wurden allerdings auch für ein paar Schilling Rundflüge über London angeboten. Das Terminal, die Tickethalle mit ihrer Galerie in der damals typischen Bauweise und das Aerodrome-Hotel wurden im Stil des Art déco der 1920er- und 1930er-Jahre erbaut. Ein weiterer Blickfang war der „Time Zone Tower“, der die genaue Zeit in verschiedenen Teilen der Welt anzeigte.
Der Croydon Aerodrome wurde weltbekannt und sein Ruhm ging auch über auf viele Pioniere der Luftfahrt, die in Croydon Station machten, wie zum Beispiel:
- Alan Cobham (1925/26 flog er von Croydon nach Kapstadt und zurück)
- Charles Lindbergh (er landete in Croydon kurz nach seiner Solo-Atlantiküberquerung 1927)
- Bert Hinkler (1928 mit dem ersten Flug von Croydon nach Darwin, Australien)
- Charles Kingsford Smith (stellte den Rekord von Hinkler ein)
- Amy Johnson (erste Frau, die von Croydon nach Australien flog)

Die Flugzeuge, die am meisten von Imperial Airways benutzt wurden, waren die Handley Page H.P.42 und die baugleiche H.P.45, viermotorige Doppeldeckerflugzeuge der Serien Hannibal G-AAGX und Heracles G-AAXC. 1938 nahm der erste viermotorige Eindecker, die Armstrong Whitworth Ensign (G-ADSR), ihren Betrieb auf.
Im November 1938 entschied die Chamberlain-Regierung, dass Imperial Airways, welches das britische Empire bediente, mit British Airways, welche die Europa-Routen abdeckte, verschmolzen werden sollten. Die neue Fluggesellschaft hieß von nun an British Overseas Airways Corporation (BOAC). British Airways operierte nur von März 1937 bis Mai 1938 von Croydon aus, bevor sie zum Heston Aerodrome umzog.
Als im September 1939 der Zweite Weltkrieg ausbrach, wurde Croydon Airport als ziviler Flughafen geschlossen und alle Gebäude in Tarnfarben gestrichen. Innerhalb von nur 48 Stunden wurde aus dem zivilen der Militärflugplatz RAF Croydon. Militärmaschinen standen in Hangars, wo kurz zuvor noch Flugzeuge der Air France, Sabena und KLM gestanden hatten. Croydon Airport spielte eine Schlüsselrolle in der Luftschlacht um England und wurde während des ersten schweren Luftangriffes über London attackiert. Fabriken in der näheren Umgebung wurden fast vollständig zerstört, sechs Piloten sowie 60 Zivilisten verloren ihr Leben. 1944 wurde Croydon die Basis des RAF Transport Command, womit die zivile Luftfahrt wieder Einzug hielt. Im Februar 1946 wurde der Flughafen wieder unter zivile Kontrolle gestellt.
Schnell wurde klar, dass mit fortschreitender technischer Entwicklung die neu eingesetzten Flugzeugtypen größer als die vor dem Krieg sein würden, und die Bedienung europäischer Städte intensiver werden würde. Croydon hatte jedoch keinen Raum für weitere Expansion und wurde schnell zu klein, um den wachsenden Anforderungen der Luftfahrt zu genügen. Heathrow wurde somit zu Londons Hauptflughafen und 1952 fiel die endgültige Entscheidung, Croydon Airport zu schließen. Blackbushe in Hampshire und Northolt Aerodrome in Middlesex bedienten weiterhin europäische Reiseziele während der 1950er Jahre. Croydons letzter Linienflug, ausgeführt durch eine De Havilland Heron der Morton Air Services, hob am 30. September 1959 von Croydon nach Rotterdam ab.

## Heute

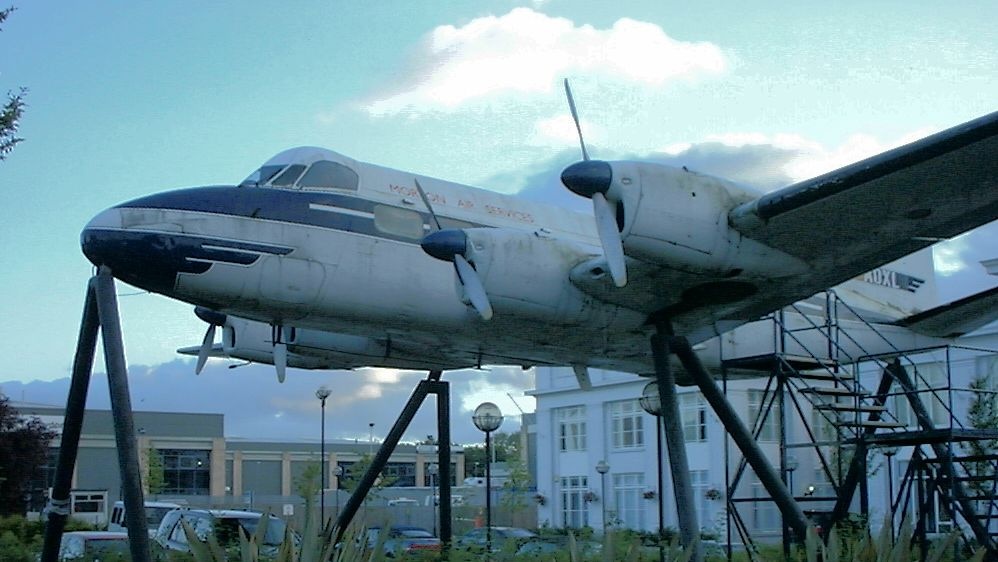
De Havilland DH.114 Heron vor dem Terminal-Gebäude

Der Platz ist heute zum Teil noch sichtbar. Während der größte Teil des Areals überbaut wurde, stehen einige der Terminalgebäude heute noch an der Hauptstraße, deren ursprünglicher Zweck ist deutlich zu erkennen. Vor dem Gebäude steht eine De Havilland DH.114 Heron aus den 1950er Jahren; eine De Havilland DH.82 Tiger Moth in RAF-Trainingsfarben wurde zeitweise in der Halle ausgestellt, die bei Bedarf als Saal für Festivitäten hergerichtet werden kann. Ein Denkmal zum Gedenken an die Luftschlacht um England steht südlich.
Im ehemaligen Tower ist ein Besucherzentrum untergebracht, das Andenken zeigt, die die Geschichte des weltweit ersten internationalen Flughafens erzählen, etwa farblich dargestellte Flugrouten der damaligen Zeit oder Amy Johnsons Flugtasche. Betrieben wird das Besucherzentrum von der Croydon Airport Society, die es sich zur Aufgabe gemacht hat, die Geschichte und die Traditionen des Airports zu pflegen und zu erhalten.
Die beiden Enden der Plough Lane, die durch die Expansion des Flughafens geteilt wurde, wurden nie wieder zusammengeführt. Heute befindet sich dort eine Parklandschaft, Spielplätze und das Wohngebiet Roundshaw, dessen Straßen nach Fliegern und Flugzeugen benannt wurden.

## Zwischenfälle
- Am 6. November 1946 flog eine vom Flughafen Amsterdam Schiphol kommende Douglas DC-3 (Luftfahrzeugkennzeichen PH-TBO) der KLM Royal Dutch Airlines beim Landeanflug auf den Flughafen Croydon in Bäume und zerbrach. Ursachen waren eine falsche Höhenmessereinstellung und mangelhafte Flugvorbereitung. Alle 15 Passagiere und 5 Besatzungsmitglieder überlebten diesen Controlled flight into terrain.[2][3]

- Am 25. Januar 1947 geriet eine Douglas DC-3/C-47A-85-DL der rhodesischen Spencer Airways (VP-YFD) beim Start vom Flughafen London-Croydon außer Kontrolle und stürzte auf eine geparkte DC-3 der tschechoslowakischen CSA (OK-WDB). Beide Flugzeuge wurden zerstört. Als Ursache wurde festgestellt, dass ein auf der DC-3 unerfahrener Kapitän versuchte, mit einer schwer beladenen Maschine in schlechter Sicht mit einer Geschwindigkeit nahe am Strömungsabriss zu starten. Beitragend war seine Übermüdung. Von den 23 Insassen kamen 12 ums Leben, ein Besatzungsmitglied und 11 Passagiere. In der CSA-Maschine kam es nicht zu Personenschäden.[4]